# Sadi Tekelioğlu (Fußballtrainer)
Sadettin Tekelioğlu eher bekannt unter dem Namen Sadi Tekelioğlu (* 15. Januar 1955 in Trabzon) ist ein türkischer Fußballtrainer. Weil er in der Stadt Trabzon geboren und aufgewachsen und ist, wird er mit Trabzonspor assoziiert. Er zeigt auch offen seine Loyalität gegenüber diesem Verein. Er ist ein Cousin Ergun Gürsoys, eines früheren Vereinsfunktionärs von Galatasaray Istanbul.

## Trainerkarriere
Die Anfänge von Tekelioğlus Trainerkarriere sind weitestgehend undokumentiert. Als erste belegte Tätigkeit leitete er in der ersten Hälfte der 1980er Jahre die Nachwuchsabteilung Trabzonspor. Seine erste belegte Tätigkeit als Cheftrainer führte er 1990 beim damaligen türkischen Drittligisten Bafraspor aus. Nach zwei Spielzeiten heuerte er als Co-Trainer bei Gençlerbirliği Ankara an und übte diese Tätigkeit eine Spielzeit lang aus.
Zum Sommer 1993 übernahm er den Zweitligisten Erzurumspor und trainierte diesen Verein zwei Jahre lang. Nach einer anschließenden einjährigen Tätigkeit bei Kastamonuspor assistierte er ab Sommer 1996 bei Gençlerbirliği dem Cheftrainer Metin Türel. Nachdem Türel im November den Verein verließ, betreute Tekelioğlu den Erstligisten bis zum Saisonende.
Anschließend übernahm er zur Saison 1997/98 ein zweites Mal den Zweitligisten Erzurumspor und schaffte mit diesem Verein zum Saisonende durch die Meisterschaft der TFF 1. Lig den ersten Aufstieg der Vereinsgeschichte in die höchste türkische Spielklasse, in die Süper Lig. Trotz dieses Erfolges verließ er den Verein und ging zum Zweitligisten Konyaspor. Diesen Verein verließ er zum März 1999 und nahm das Angebot von seinem alten Verein, dem mittlerweile stark abstiegsbedrohten Erstligisten Erzurumspor, an. Zum Saisonende schaffte er den Klassenerhalt und trainierte auch die kommende Saison den Verein weiter. Nach einer 6:0-Ligaspielniederlage am 6. Spieltag der Saison 1999/00 gegen Gaziantepspor gab Tekelioğlu seinen Rücktritt bekannt.
Selbst aus Trabzon stammend übernahm er zur Rückrunde den Traditionsverein Trabzonspor und ersetzte den Cheftrainer Giray Bulak. Hier blieb er besonders in der Saison 2000/01 weit hinter den Erwartungen zurück und kam mit seinem Team den Abstiegsplätzen nahe. Als Konsequenz trennte sich Trabzonspor im November 2001 von Tekelioğlu und ersetzte ihn durch den deutschen Trainer Hans-Peter Briegel.
Tekelioğlu selber nahm nach der Trennung von Trabzonspor bis zum Sommer 2002 eine Auszeit und übernahm zur Saison 2002/03 die damalige Zweitligavertretung der Provinz Trabzon, den Verein Akçaabat Sebatspor. Mit dieser Mannschaft beendete er die Saison als Dritter der TFF 1. Lig und stieg damit in die höchste türkische Spielklasse, in die Süper Lig auf. Zum Saisonende verließ er diesen Verein und übernahm den Zweitligisten Sakaryaspor. Nach einem Jahr bei Sakaryaspor heuerte er wieder bei Akçaabat Sebatspor an, trat aber nach elf Spieltagen wieder zurück.
Die nachfolgende Zeit trainierte er diverse Teams der TFF 1. Lig und der TFF 2. Lig. Mit Adana Demirspor verpasste er zum Saisonende 2007/08 in der TFF 2. Lig und den Aufstieg wegen eines Punktes. Stattdessen qualifizierte er sich mit seiner Mannschaft für die Playoffs der Liga, in denen der letzte Aufsteiger per K.-o.-System ausgespielt wurde. Trotz dieser Qualifikation trat Tekelioğlu überraschend von seinem Amt zurück. Nachdem er in den Jahren 2009 bis 2011 in der Nachwuchsabteilung von Trabzonspor gearbeitet hatte, übernahm er zum Sommer 2011 den Drittligisten Sarıyer SK. Hier trat er nach dem 24. Spieltag von seinem Traineramt zurück.
Seit Sommer 2013 arbeitet er wieder für die Nachwuchsabteilung Trabzonspors. Nachdem im November 2015 der georgische Cheftrainer Schota Arweladse entlassen worden war, übernahm Tekelioğlu interimsweise Arweladses Amt. Nachdem im Dezember 2015 mit Muharrem Usta ein neuer Vereinspräsident gewählt worden war, wurde Tekelioğlu bis auf weiteres als Cheftrainer eingestellt. Anfang Januar 2015 übergab er sein Amt an Hami Mandıralı.

## Erfolge
Erzurumspor
- Meister der TFF 1. Lig und Aufstieg in die Süper Lig: 1997/98

Akçaabat Sebatspor
- Dritter der TFF 1. Lig und Aufstieg in die Süper Lig: 2002/03